# Australian Championships 1950
Die 38. Australian Championship waren ein Tennis-Rasenplatzturnier der Klasse Grand Slam, das von der ILTF veranstaltet wurde. Es fand vom 21. bis 30. Januar 1950 in Melbourne, Australien statt.
Titelverteidiger im Einzel waren Frank Sedgman bei den Herren sowie Doris Hart bei den Damen. Im Herrendoppel waren John Bromwich und Adrian Quist, im Damendoppel Thelma Long und Nancye Bolton die Titelverteidiger. Im Mixed waren Doris Hart und Frank Sedgman die Titelverteidiger.

## Herreneinzel
| Nr. | Spieler         | Erreichte Runde |
| --- | --------------- | --------------- |
| 01. | Jaroslav Drobný | 3. Runde        |
| 02. | Eric Sturgess   | Halbfinale      |
| 03. | John Bromwich   | Viertelfinale   |
| 04. | Bill Sidwell    | Halbfinale      |

| Nr. | Spieler            | Erreichte Runde |
| --- | ------------------ | --------------- |
| 05. | Frank Sedgman      | Sieg            |
| 06. | George Worthington | Viertelfinale   |
| 07. | Colin Long         | Viertelfinale   |
| 08. | Mervyn Rose        | Viertelfinale   |

## Dameneinzel
| Nr. | Spielerin     | Erreichte Runde |
| --- | ------------- | --------------- |
| 01. | Louise Brough | Sieg            |
| 02. | Doris Hart    | Finale          |
| 03. | Nancye Bolton | Halbfinale      |
| 04. | Joyce Fitch   | Halbfinale      |

| Nr. | Spielerin    | Erreichte Runde |
| --- | ------------ | --------------- |
| 05. | Thelma Long  | Viertelfinale   |
| 06. | Mary Hawton  | Viertelfinale   |
| 07. | Nell Hopman  | Viertelfinale   |
| 08. | Esme Ashford | Viertelfinale   |

## Damendoppel
| Nr. | Paarung                   | Erreichte Runde |
| --- | ------------------------- | --------------- |
| 01. | Louise Brough Doris Hart  | Sieg            |
| 02. | Nancye Bolton Thelma Long | Finale          |
| 03. | Joyce Fitch Mary Hawton   | Halbfinale      |
| 04. | Esme Ashford Nell Hopman  | Halbfinale      |